# Línea 720 (Tigre)
La línea 720 pertenece al partido de Tigre, siendo operada por Micro Ómnibus Tigre S.A. El servicio cuenta con SUBE.

## Recorridos
- Tigre - Don Torcuato Por Ricardo Rojas
- Tigre - Don Torcuato Por Ricardo Rojas y Las Tunas
- Carupá - Almirante Brown - Don Torcuato Por San Martín
- Carupá - Almirante Brown - Don Torcuato Por San Pablo
- Tigre - Don Torcuato Por Chile
- Carupá - Ford por Calle Junín
- Carupá - Benavidez por Ruta 9 continúa por Ruta 27 - Tigre - Carupá
- Ramal a SOEVA
- Ramal a B° El Arco
- Ramal a Cementerio de Benavidez - Ford
- Ramal a Villa La Ñata - Dique Luján

## Grupo MOTSA
Micro Ómnibus Tigre surge el 23 de junio de 1997 al heredar los servicios de la empresa Sociedad Cooperativa de Obreros La Reconquista Limitada, una empresa que prestaba los servicios de las líneas 720 y 204, siendo la primera comunal del Partido de Tigre, mientras que la segunda cubría un amplio espectro que, con centro en este municipio, llegaba hasta Zárate en el norte, y hasta Puente Saavedra en el sur. Agobiada por la falta de mantenimiento de unidades y diversos juicios en contra, la SCOTA La Reconquista fue despojada de sus líneas y otorgadas a la nueva sociedad de componentes (accionistas de activos tangibles), los cuales a pesar del cambio de gerencia, conservaron los clásicos colores de la anterior empresa (amarillo, azul, rojo y blanco), comenzando a operar la 720 y los ramales desde estación Carupá de la 204.
Tras la crisis de 2001, la Línea 228 que pertenecía a la quebrada Expreso Paraná es dividida entre las empresas que conformaron la UTENOR para garantizar el servicio, MOTSA se queda en un principio con los ramales que pasaban por Ricardo Rojas y el parque industrial de Garín como Línea 228 E. Y en 2005 recibe de parte de Micro Ómnibus General San Martin (operadora de las líneas 407, 437 y 707) los ramales por el Barrio Fonavi de Escobar de la 228, identificados como 228 D.
En 2006 MOTSA se hace componente mayoritario de Expreso Parque El Lucero, que entre otras líneas operaba las 341, 391 y comunales en el noroeste del conurbano, además de los ramales Zarate-Campana-Lima de la 228 (identificados como 228 C).
En 2009 el municipio de Tigre le revoca la concesión de la Línea 723 a la empresa El Recreo SRL alegando falta de mantenimiento, otorgándosela a MOTSA (bajo el nombre UTENOR) en una maniobra cuestionada por los antiguos dueños y por los usuarios de la línea
En 2010 se da la caída de una de las líneas más conocidas, la Línea 60, que tras la quiebra de su prestadora original Micro Ómnibus Norte SA (MONSA), pasa a ser operada por una unión de los grupos MOTSA, DOTA y Rosario Bus. MOTSA pasaría a operar lo que era una subsidiaria de MONSA, Línea Sesenta SA, que operaba la Línea 430, el ramal San Martín-Zárate de la 204 y el ramal Fonavi-Antena de la 228 (el ramal 228 B). Además se establece como la principal empresa de transporte comunal del Partido de Escobar.
En 2012, MOTSA pone en operación la Línea 722, de un recorrido similar a algunos ramales de la 720 pero con carácter de diferencial, al poseer unidades con aire acondicionado y butacas de larga distancia.

### Líneas en operación
- Lineas municipales del partido de Tigre
  - Línea 720 - MOTSA
  - Línea 722 - UTENOR (Don Torcuato - Tigre - Benavídez)
  - Línea 723 - UTENOR (Don Torcuato - Nordelta - Benavídez)
- Líneas municipales del partido de Escobar
  - Línea 503 - Línea Sesenta (Escobar - Garin - Fonavi
  - Línea 505 - MOTSA (Garín - Ing. Maschwitz)
  - Línea 506 - MOTSA (Garín - Maquinista E. Savio - Escobar)
  - Línea 508 - MOTSA (Garín - Maquinista E. Savio)
  - Línea 509 - Línea Sesenta (Escobar - Matheu)
  - Línea 511 - MOTSA (Garín - Barrio La Loma)
  - Línea 512 - MOTSA (Garín - Garín Sur)
  - Línea 513 - MOTSA (Escobar - Fábrica Ford)
  - Línea 514 - Línea Sesenta (Ing. Maschwitz - Sede Escobar de la Universidad de Buenos Aires)
- Línea Municipal del partido de Malvinas Argentinas
  - Línea 501 - Expr. Parque El Lucero (Est. Gral. Lemos - Grand Bourg - Tortugas Open Mall)
- Línea Municipal del partido de José C. Paz
  - Línea 749 - Expr. Parque El Lucero (José C. Paz - San Atilio - Sol y Verde)
- Líneas de concesión provincial
  - Línea 204
    - A - Línea Sesenta (San Martín - Escobar - Zárate)
    - B - MOTSA (Carupá - Garín - Escobar)

  - Línea 228
    - B - Línea Sesenta (Puente Saavedra - Fonavi - Escobar)
    - C - MOTSA (Zarate - Campana - Lima - Lujan)
    - D - MOTSA (Puente Saavedra - Fábrica Ford - Garín)
    - E - MOTSA (Puente Saavedra - San Fernando - Benavídez)

  - Línea 341 - Expr. Parque El Lucero (San Miguel - Don Torcuato - Grand Bourg)
  - Línea 379 - Expr. Parque El Lucero (Don Torcuato - Villa de Mayo - Pablo Nogués)
  - Línea 391 - Expr. Parque El Lucero (San Atilio - José C. Paz - El Talar)
  - Línea 430 - Línea Sesenta (Puente Saavedra - Tigre - Rincón de Milberg)
  - Línea 449 - Expr. Parque El Lucero (San Atilio - José C. Paz - Campo de Mayo)